# Sojuz-T
Sojuz-T byla sovětská kosmická loď třetí generace. Při její konstrukci si odborníci vzali ponaučení z konstrukcí lodí pro program Sojuz-Apollo, Sojuz 7K-TM a vojenské verze lodi Sojuz. Označení T vycházelo se slova transportní.
Sojuz-T představoval oproti předchozím verzím lodě Sojuz velký pokrok. Poprvé byla použita polovodičová elektronika a vyspělejší palubní počítače, což umožnilo vyřešit některé dlouho přetrvávající obtíže, zejména s dokováním u vesmírných stanic. Dále měla nová verze Sojuzu vylepšený pohonný systém a solární panely, což umožňovalo až 11 dní trvající nezávislý let. Dalším výrazným vylepšením byla možnost startu tří kosmonautů ve skafandrech. V předchozích verzích lodě byli několikrát tři muži přítomni, vždy však bez skafandrů.
První bezpilotní test lodi proběhl v prosinci roku 1979. První posádka ve složení Jurij Malyšev a Vladimir Aksjonov letěla v nové verzi Sojuzu v červnu 1980. Poslední start, Sojuz T-15 s kosmonauty Kizimem a Solovjovem proběhl v dubnu 1986. Zajímavý byl tím, že šlo o jediný případ v historii, kdy jedna kosmická loď a posádka navštívila dvě vesmírné stanice Saljut 7 a Mir. Tato verze Sojuzu byla tedy ve službě 6 let, za tu dobu proběhlo 14 úspěšných startů a také jedna havárie Sojuz T-10-1.